# ليديا ألفونسي
ليديا ألفونسي (بالإيطالية: Lydia Alfonsi)‏ هي ممثلة إيطالية، ولدت في 28 أبريل 1928 ببارما في إيطاليا.

## أعمال

### أفلام
- (1997) الحياة جميلة[8]

## وصلات خارجية
- ليديا ألفونسي على موقع IMDb (الإنجليزية)
- ليديا ألفونسي على موقع ألو سيني (الفرنسية)
- ليديا ألفونسي على موقع قاعدة بيانات الأفلام السويدية (السويدية)
- ليديا ألفونسي على موقع قاعدة بيانات الفيلم (الإنجليزية)